# دیورلادامر
دیورلادامر (به مجاری:  Győrladamér) یک شهرداری در مجارستان است که در ناحیه دیور واقع شده‌است. دیورلادامر ۸٫۶ کیلومتر مربع مساحت و ۱٬۲۸۸ نفر جمعیت دارد.